# Bandelin
Bandelin  er en by og en kommune i det nordøstlige Tyskland, beliggende i Amt Züssow i den nordlige del af Landkreis Vorpommern-Greifswald. Landkreis Vorpommern-Greifswald ligger i delstaten Mecklenburg-Vorpommern.

## Geografi
Bandelin er beliggende centralt i Vorpommern 15 kilometer syd for Greifswald og seks kilometer nordvest for Gützkow. Kommunens område strækker sig mod vest til floden Peene. Området ligger ca. 20-30 meter over havet. Det mod nord beliggende ås-landskab er skovrigt, med moser i lavningerne.
Ud over Bandelin ligger nedennævnte landsbyer i kommunen:
- Kuntzow
- Schmoldow
- Vargatz

### Nabokommuner
Nabokommuner er mod nord Dargelin, Behrenhoff mod nordøst, Gützkow mod øst og syd samt Bentzin mod vest og Görmin mod nordvest.

### Trafik
Landesstraße 35 (tidligere Bundesstraße 96) og motorvejen A 20 går gennem kommunen.

## Eksterne kilder og henvisninger
- Wikimedia Commons har flere filer relateret til Bandelin
- Kommunens websted
- Kommunens side  på amtets websted
- Befolkningsstatistik mm Arkiveret 10. november 2017 hos  Wayback Machine